# Worotyszcze (przystanek kolejowy)
Worotyszcze (biał. Варацішча, ros. Воротище) – przystanek kolejowy w miejscowości Worotyszcze, w rejonie stołpeckim, w obwodzie mińskim, na Białorusi. Leży na linii Moskwa - Mińsk - Brześć.